# Бухти
Бухти (множ. чеськ. buchty, словац. buchty, нім. Buchteln, одн. чеськ. buchta, buchtička, нім. Buchtel; словен. buhteljni, серб. buhtle, buhtla, угор. bukta, хорв. buhtle, пол. buchta, босн. buhtle, napuhanci; також нім. Ofennudel, Wuchteln, Beinzla, у Баварії та Пфальці нім. Rohrnudeln,) — солодка сайка, зроблена з дріжджового тіста, заповнене джемом, маковим насінням і кальє, запечене на великій сковороді, щоб вони злиплися.
У більш вузькому сенсі, бухти — це вид випічки, де начинка знаходиться всередині тіста, на відміну від колача, де начинка знаходиться на вершині тіста, і на відміну від бісквіту, коли начинка (в основному дрібні плоди або її шматки) вільно (регулярно чи ні) розсіюється в масі тіста. Булочки виготовляють кожну окремо і поміщають у сирому стані у форму для випікання, щоб вони злиплися при випіканні, а потім, щоб можна було відокремити одну від одної, без допомоги ножа, перед подачею.
У більш широкому сенсі бухти випікаються на сковороді. Зроблені цілими, але після випічки їх розрізають ножем.
Подекуди фаршировані книдлі називаються (вареними) бухтами.
Виготовляють різні види бухт: домашня, сирна, шоколадна (схожа на американську брауні, але менш волога і без розпушувача), пудингову, макову, з різні фруктами або овочами. Традиційні бухти наповнені сливовим повидлом. Бухти поливаються ванільним соусом, посипаються цукровою пудрою, та з'їдаються теплими. Подаються в основному як десерт, але також можуть бути використані як основна страва.
Походження бухт — Богемія, але вони відіграють важливу роль у  австрійській,  словацькій і угорській кухнях.